# Khusayin Norchaev
Khusayin Norchaev (Yakkabogʻ, 6 de febrero de 2002) es un futbolista uzbeko que juega en la demarcación de delantero para el FC Neftchi Fergana de la Super Liga de Uzbekistán.

## Selección nacional
Tras jugar en las categorías inferiores de la selección, finalmente hizo su debut con la selección de fútbol de Uzbekistán el 9 de octubre de 2021 en un encuentro amistoso contra Malasia que finalizó con un resultado de 5-1 a favor del combinado uzbeko tras el gol de Baddrol Bakhtiar para Malasia, y de Azizbek Amonov, otro del propio Norchaev, y un doblete de Dostonbek Khamdamov para Uzbekistán.

## Clubes
| Club                        | País       | Año       | Partidos | Goles |
| --------------------------- | ---------- | --------- | -------- | ----- |
| FC Nasaf                    | Uzbekistán | 2019-2023 | 100      | 40    |
| FC Alania Vladikavkaz       | Rusia      | 2023-2024 | 13       | 0     |
| FC Neftchi Fergana (cedido) | Uzbekistán | 2024-     | 13       | 3     |